# Barańce (Mazovie)
Barańce (prononciation : [baˈraɲt͡sɛ]) est un village polonais de la gmina de Krasne dans le powiat de Przasnysz de la voïvodie de Mazovie dans le centre-est de la Pologne.
Il se situe à environ 12 km à l'ouest de Krasne (siège de la gmmina), 10 km au sud-ouest de Przasnysz (siège du powiat) et à 83 km au nord de Varsovie (capitale de la Pologne).

## Histoire
De 1975 à 1998, le village appartenait administrativement à la voïvodie de Ciechanów.